# IJssel
IJssel (historisk dansk navn: Yssel) er en flod i Holland som starter som en forgrening fra Rhinen ved Westervoort øst for Arnhem. Floden starter i nordøstlig retning og fortsætter mod nord. Den munder ud i Ketelmeer ved Kampen og i sidste ende i IJsselmeer. Længden er cirka 125 km.
Der er to floder i Holland som hedder IJssel, derfor kaldes den også Geldersche IJssel eller Gelderse IJssel. Den anden IJssel er Hollandsche IJssel eller Hollandse IJssel øst for Rotterdam. Bemærk at navnet IJssel skrives med stort I og J, da IJ på nederlandsk er et enkelt bogstav.
De vigtigste byer ved IJssel er Zutphen, Deventer og Kampen. Zwolle på østsiden, som er forbundet med IJssel med en kanal, bliver også regnet som en IJssel-by. IJssel løber i provinserne Gelderland og Overijssel. Mellem Deventer og Hattem udgør floden grænsen mellem de to provinser.

## Oprindelse
I det 21. århundrede har geovidenskabelig forskning vist, at IJssel ikke opstod naturligt før den tidlige middelalder (mellem 400 og 700 e.Kr.) på grund af oversvømmelser fra Rhinen, der resulterede i erosion og sedimentation. Før det blev området sydøst for Zutphen drænet mod syd via Oude IJssel og Berkel. Med tiden forårsagede forringet dræning, at en barriere nær Zutphen blev brudt, hvilket skiftede retningen af Ijssels strømning mod nord. Arkæologer påpeger, at Deventer allerede omkring år 800 var en vigtig handelsby med fri passage mod syd. Der blev handlet meget med rhinske produkter, og i 896 overtog Deventer flodhandelsbyen Dorestads handelsrettigheder. Under alle omstændigheder er IJssel en relativt ung flod, der følger en dal mellem Veluwe og Salland, som har eksisteret i meget længere tid.
I begyndelsen af den romerske periode var IJssel endnu ikke forbundet med Rhinen. Nogle romerske historikere nævner, at general Drusus lod grave en kanal opkaldt efter ham fra Rhinen, hvilket skabte en forbindelse til Flevomeer (forgængeren til IJsselmeer). Fra Flevomeer og via Vlie kunne romerske skibe nå de nordlige kyster af Germanien, som de ønskede at erobre så langt som til Elben. Drusus-kanalen blev sandsynligvis bygget kort efter 12 f.Kr., men blev måske ikke brugt til nogen større militær aktion før 16 e.Kr. Det er plausibelt, at det var den gravede forbindelse mellem Rhinen nær Westervoort og den daværende øvre del af (Oude) IJssel nær Doesburg. Da romerne opgav deres planer om at erobre Germanien omkring 47 e.Kr., havde Drusus-kanalen ikke længere nogen funktion. Muligvis sandede den til eller blev lukket som en sikkerhedsforanstaltning. Dens forsvinden kan også have haft noget at gøre med, at Drusus-dæmningen, som pressede Rhinens vand ud i IJssel, blev ødelagt i år 70 e.Kr. I den tidlige middelalder er den øvre del af IJssel igen kendt som en gren af Rhinen, der er blevet genetableret naturligt eller ved menneskelig indgriben.
Et gammelt navn på floden IJssel er Isala, der ligesom regionen Salland stammer fra de saliske frankere eller saliere. Dette var en vigtig stammealliance af germanske folk i Ijssel-dalen og Salland, der blev dannet som reaktion på Romerrigets magt. Senere var de en del af det frankiske rige. Navnet Isala/IJssel henviser også til det latinske ord for "strøm". Et dokument fra 797 e.Kr. nævner skove langs Hisla.